# 4054 Turnov
4054 Turnov este un asteroid din centura principală, descoperit pe 5 octombrie 1983 de Antonín Mrkos.